# Champ Or Cramp
Champ Or Cramp (deutsch: „Siegen oder Krampfen“) ist der Name eines jährlich ausgetragenen österreichischen Rennwettbewerbs im Skibergsteigen am Goldeck bei Spittal an der Drau. Das Skitourenrennen geht über die längste schwarze Abfahrt der Alpen.
Die Teilnehmer kommen aus Österreich und den Nachbarstaaten. Gewertet werden die drei Kategorien Profis (elite), Amateure (champ) und  Hobbyläufer (hobby). Ferner gibt es eine Teamwertung für die teilnehmenden Vierer-Gruppen.
Gestartet wird von der Bergstation am Goldeck. Dies Gesamtstreckenlänge beträgt rund 17 km, aufgeteilt in Abfahrt und Aufstieg, wobei rund 1.700 Höhenmeter zu überwinden sind.
Neben den Geldpreisen für die besten Profiteilnehmer und den Sachpreisen für die besten Teilnehmer in den anderen Kategorien wird jeder Teilnehmer mit der „Finisher – Champ or Cramp“-Medaille ausgezeichnet. Die jeweils männlichen und weiblichen Sieger werden auf einem Wanderpokal verewigt, der nach dreimaligem Sieg an den Gewinner übergeht.

## Besonderheiten
Für 2007 musste wegen der ungünstigen Schneeverhältnisse die Streckenführung abgeändert werden („Nord-Abfahrt“; 1.200 Höhenmeter).

## Jahresbeste (Einzel)
Den Streckenrekord hält seit 2006 Andreas Ringhofer mit 1 h 16 min 56 s
|      | Herren            | Herren     |  | Damen            | Damen      |
| Jahr | Teilnehmer        | Land       |  | Teilnehmer       | Land       |
| 2008 | Heinz Verbnjak    | Österreich |  | Marita Staufer   | Österreich |
| 2007 | Heinz Verbnjak    | Österreich |  | Simone Hornegger | Österreich |
| 2006 | Andreas Ringhofer | Österreich |  | Simone Hornegger | Österreich |
| 2005 | Johann Wieland    | Österreich |  | Marita Staufer   | Österreich |